# Зоряний загін: Війна на Марсі
«Зоряний загін: Війна на Марсі» (англ. Crimson Force) — американський фантастичний фільм 2005 року.

## Сюжет
У найближчому майбутньому, де скорочуються природні ресурси, земна експедиція відправляється на Марс в надії знайти нове джерело енергії. Прибувши на червоніу планету космічні мандрівники виявляють, що вони опинилися в середині громадянської війни, яка вибухнула серед раніше невідомої інопланетної цивілізації.

## У ролях
- Тоні Амендола — Мардук
- Тейлор Мак Бойєр — Зу
- Ніа Сальза  — Мара
- Девід Чокачі — Емброуз
- Джефф Фейгі — літня людина
- Джефф Гімбл — Буден
- Річард Гнолфо — Шон Кейн
- Крістофер Томас Гауелл — Капітан Баскін
- Тераса Лівінгстоун — Шара
- Джефф Ренк — Нерді бухгалтер
- Джулія Ровз — Еніа
- Кітодар Тодоров — Ігор
- Стівен Вільямс — Вільямс